# Nationalparks in Ghana

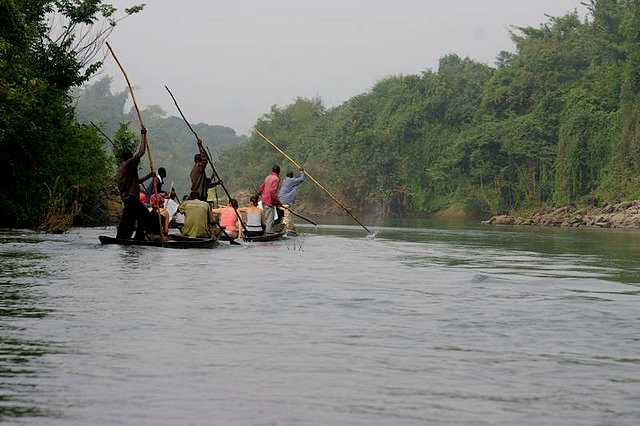
Bui National Park

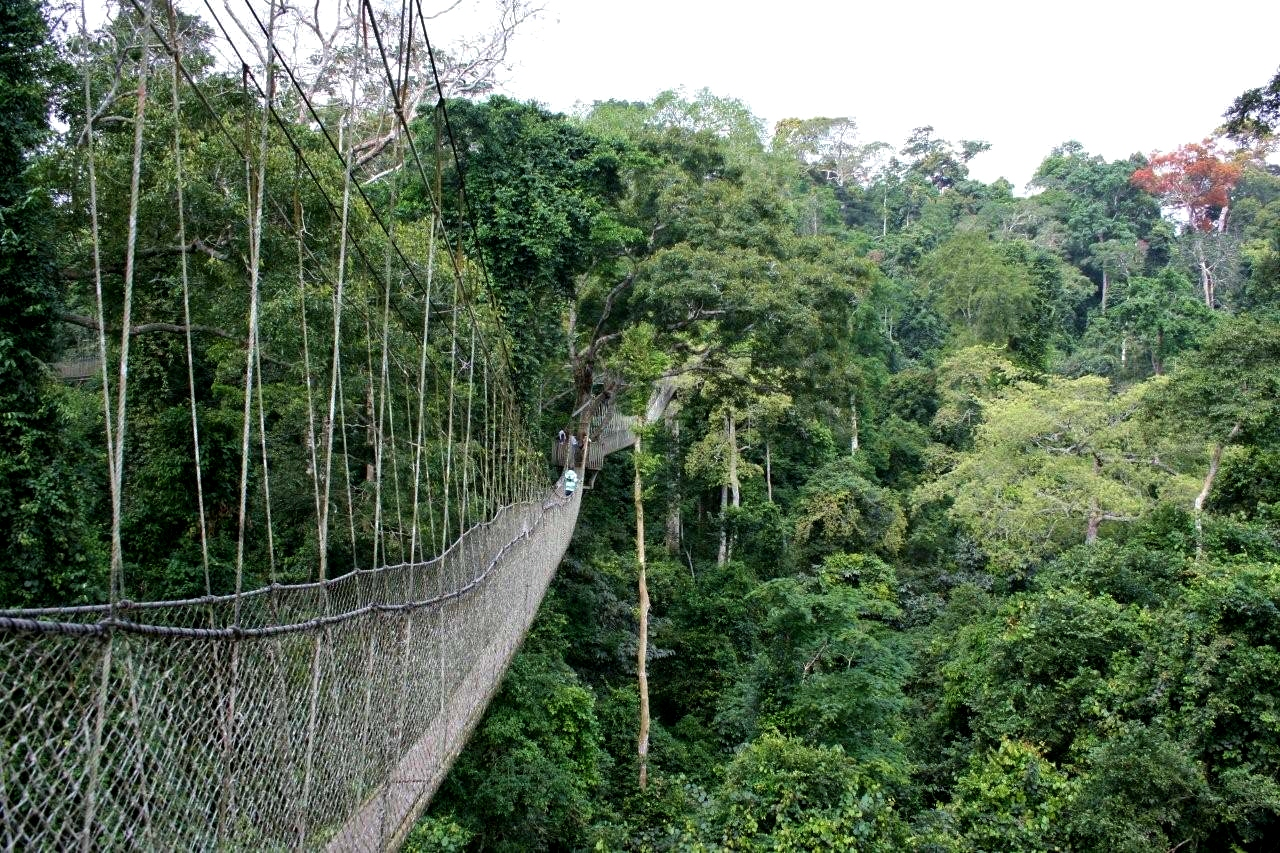
Kakum National Park

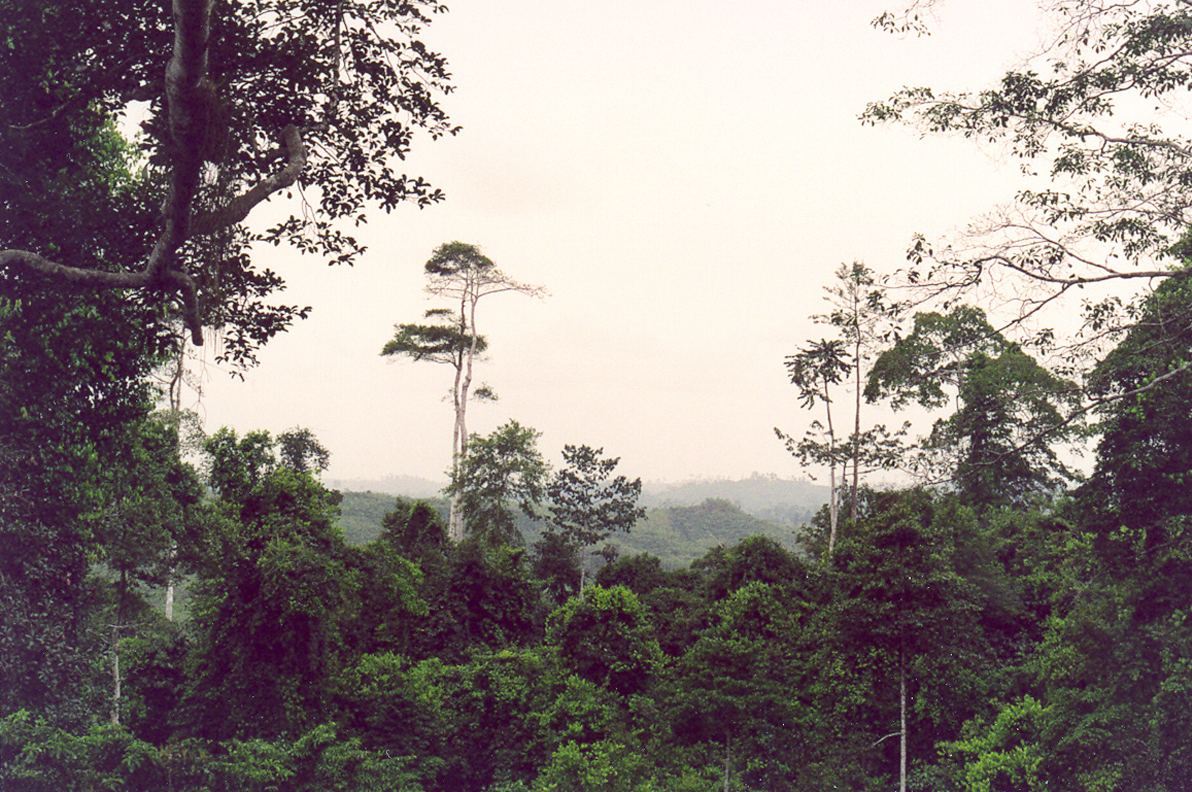
Regenwald im Kakum-Nationalpark gesehen von dem Rundgang in den Baumkronen (Canopy Walkway)

In fast allen Landesteilen Ghanas gibt es Naturreservate, die sich in ihrer Größe und der Zielrichtung erheblich voneinander unterscheiden.
Nach ihrer Zielrichtung kann man vier verschiedene Arten von Naturreservaten feststellen. Zum einen sind die Nationalparks ausgewiesen worden, um hier einem möglichst großen Publikum die erhaltenswerte Natur vorzuführen und die Menschen für deren Schutz zu interessieren. Zu den bekanntesten Nationalparks zählt der Mole-Nationalpark im Norden mit seiner klassischen Savannenlandschaft sowie der durch seine Lage in der Nähe des Touristenzentrums Cape Coast bekannt gewordene Kakum-Nationalpark, der eine in Afrika einzigartige Attraktion, in den Baumwipfeln gespannte Hängebrücken, bietet. Hier werden durch das ganze Jahr speziell ausgebildete Wildhüter und Wildhüterinnen angestellt, um den Besuchern verschiedene Pflanzen und Tiere aber auch deren Wert für die heimische Natur und auch der traditionellen Medizin näherzubringen.
Wildtierreservate haben zunächst den Zweck, die Population der heimischen Wildtierarten zu erhöhen. Im ganzen Land ist Bush-meat, also Wildtierfleisch, sehr beliebt. Hier gibt es durchaus Unterschiede zwischen den einzelnen Volksgruppen. In den meisten Wildtierreservaten soll für die einheimische Bevölkerung der Bestand der Wildtiere als Fleischlieferanten erhöht werden. Lediglich in den Wildtierreservaten Boumfoum-Wildtierreservat und Owabi-Wildtierreservat werden die Wildtiere völlig geschützt. Die Tiere in diesen Parks dürfen nicht bejagt werden.
Andere Schutzgebiete (Strict Nature Reserves) sind ausgewiesen worden, um Tierarten zu retten, die vom Aussterben bedroht sind. Diese Schutzgebiete sind nur mit einer speziellen Genehmigung zu besuchen. Diese Genehmigung wird in der Regel nur zu Forschungszwecken ausgestellt.
Ausdrücklich zur Rettung des Regenwaldes wurden Forstreservate eingerichtet, in denen grundsätzlich keine Rodungen stattfinden dürfen. In diesen Forstreservaten sollen Möglichkeiten untersucht und aufgezeigt werden, wie eine nachhaltige Forstwirtschaft betrieben werden kann. Der Export von Edelhölzern ist eine beträchtliche Einnahmequelle, doch bisher ist die Wiederaufforstung hauptsächlich im Rahmen von Monokulturen erfolgt. In den Forstreservaten soll eine ausgeglichene Vegetation der Forstwirtschaft eine breitere Grundlage verschaffen. Illegaler Holzeinschlag und Schmuggel sind noch immer Probleme. Durch unkontrolliertes Abholzen ist der Bestand des Regenwaldes weiterhin gefährdet.
Neben den Nationalparks gibt es in Aburi, das nördlich von Accra in den Akuapim-Bergen gelegen ist, einen Botanischen Garten, der bereits 1890 durch die britischen Kolonialherren als landwirtschaftliche Forschungsstation angelegt wurde. Hier wachsen auch tropische Pflanzen, die in Ghana ursprünglich nicht vorkamen.

## Nationalparks
In Ghana existieren folgende Nationalparks:
- Mole-Nationalpark, gegründet 1971, Savannah Region, 4840 km² Fläche
- Bui-Nationalpark, gegründet 1971, Bono Region und Savannah Region, 1820 km² Fläche
- Digya-Nationalpark, gegründet 1971, Bono East Region, 3478 km² Fläche
- Ankasa-Nini-Suhien-Nationalpark, Western Region, 343 km² Fläche, davon ca. 175 km² unberührter Primärregenwald
- Bia-Tawaya-Nationalpark, gegründet 1974, Western North Region, 78 km² Fläche
- Kakum-Nationalpark, gegründet 1991, Central Region und Western Region, 207 km² Fläche
- Kyabobo-Nationalpark, gegründet 1997, Oti Region, 360 km² Fläche

## Wildtierreservate
- Kogyae-Reservat, Ashanti Region, 500 km² Fläche
- Gbele-Wildtierreservat, gegründet 1974, Upper West Region, 546,50 km² Fläche
- Owabi-Wildtierreservat, Ashanti Region
- Shai-Wildtierreservat, gegründet 1961 Greater Accra Region, 40 km² Fläche
- Kalakpa-Wildtierreservat, Volta Region, 1000 km² Fläche
- Buabeng-Fiema-Affenschutzreservat, Bono East Region, 80 ha Fläche
- Tafi-Atome-Affenschutzreservat, Volta Region
- Boumfoum-Wildtierreservat, Ashanti Region
- Bomfobiri-Wildtierreservat, Ashanti Region
- Bobiri-Wildtierreservat, Ashanti Region